# District de Binga

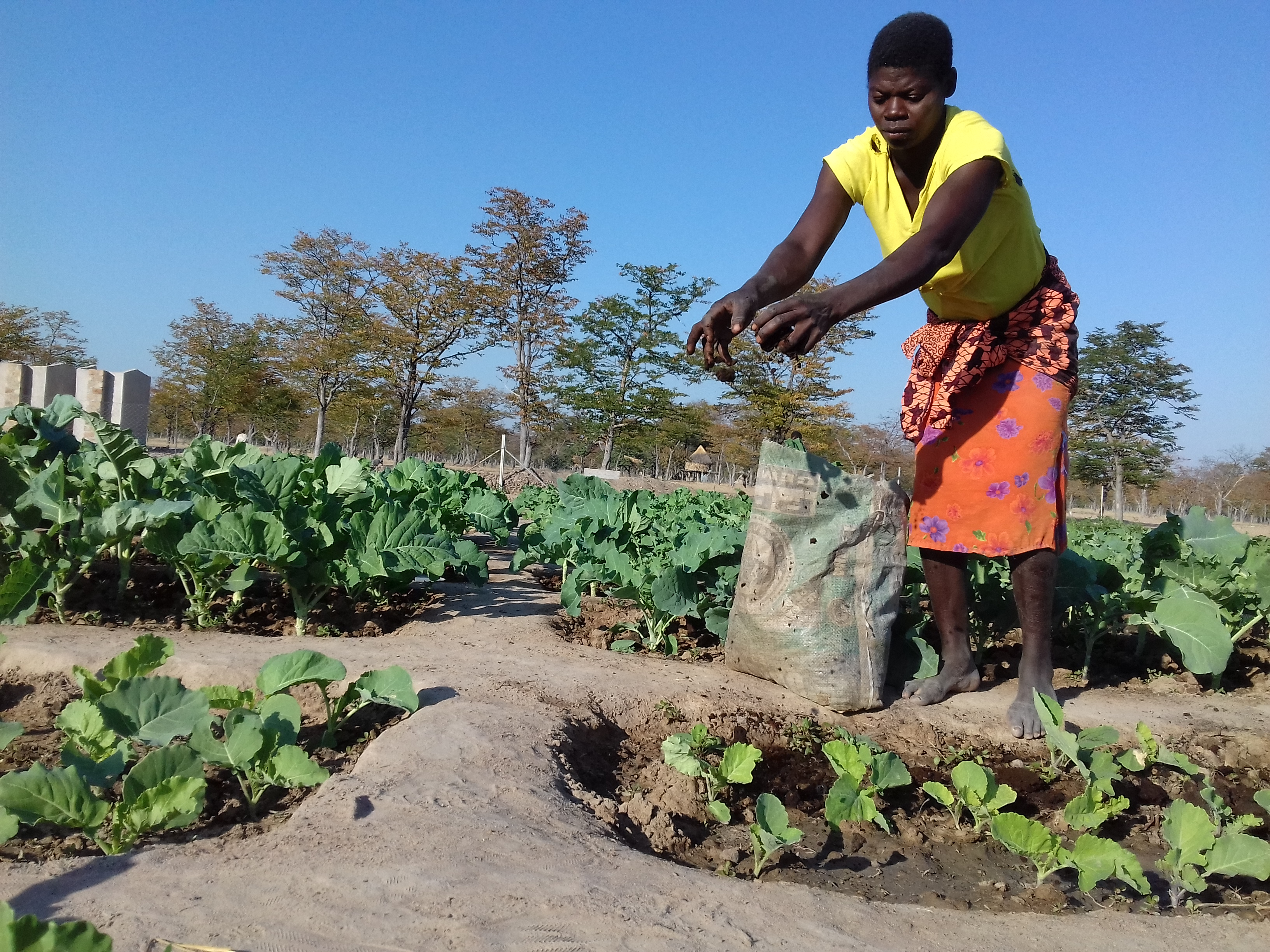
Une femme pratiquant la culture dans le district de Binga.

Le district de Binga est une subdivision administrative de second ordre de la province du Matabeleland septentrional au Zimbabwe, juste au sud du lac Kariba.